# Pseuderemias savagei
Pseuderemias savagei — вид ящірок родини ящіркових (Lacertidae). Ендемік Сомалі. Вид названий на честь американського герпетолога Джея Метерса Севіджа.

## Поширення і екологія
Pseuderemias savagei мешкають в регіоні Барі на крайньому північному сході Сомалійського півострова. Вони живуть в сухих чагарникових заростях і саванах.